# Immediate Records
Immediate Records bylo britské hudební vydavatelství, založené v roce 1965 manažerem The Rolling Stones Andrew Loog Oldhamem a Tony Calderem, který byl zaměřený na londýnskou bluesovou a R&B scénu. Se společností měli podepsánu smlouvu umělci jako Rod Stewart, P. P. Arnold, Billy Nicholls, John Mayall, Savoy Brown, Small Faces, The Nice, Fleetwood Mac, The Groundhogs, Chris Farlowe, Duncan Browne a Humble Pie.
Kvůli finančním problémům společnost zastavila v roce 1970 svou činnost.

## Alba (UK)
- 001: The McCoys - Hang On Sloopy
- 002: Sam Cooke - The Wonderful World of Sam Cooke
- 003: Aranbee Pop Symphony Orchestra - Today's Pop Symphony (directed by Keith Richards)
- 004: Mark Murphy - Who Can I Turn To
- 005: Chris Farlowe - 14 Things to Think About
- 006: Chris Farlowe - The Art of Chris Farlowe
- 007: Twice as Much - Own Up
- 008: Small Faces - Small Faces
- 009: Billy Nicholls - Would You Believe
- 010: Chris Farlowe - The Best of Chris Farlowe Vol. 1
- 011: P. P. Arnold - The First Lady of Immediate
- 012: Small Faces - Ogdens' Nut Gone Flake
- 013: Twice as Much - That's All
- 014: Various - Blues Anytime Vol. 1
- 015: Various - Blues Anytime Vol. 2
- 016: The Nice - The Thoughts of Emerlist Davjack
- 017: P. P. Arnold - Kafunta
- 018: Duncan Browne - Give Me Take You
- 019: Sampler - Blues Anytime Vol. 3
- 020: The Nice - Ars Longa Vita Brevis
- 021: Chris Farlowe - The Last Goodbye
- 022: Small Faces - In Memoriam (not issued in the UK; only in Europe)
- 023: Amen Corner - National Welsh Coast Live Explosion Company
- 024: Various - Blues Leftovers
- 025: Humble Pie - As Safe As Yesterday Is
- 026: Nice - Nice
- 027: Humble Pie - Town and Country
- 028: Amen Corner - Farewell to the Real Magnificent Seven
- IMAL 01/02: Small Faces - The Autumn Stone (double-album)
- IMAL 03/04: Sampler - Anthology Of British Blues Volume 1 (double-album)
- IMAL 05/06: Sampler - Anthology Of British Blues Volume 2 (double-album)
- IMLYIN : Sampler 1968 - "Immediate Lets You In"

## Singly (UK)
- 001 The McCoys: "Hang On Sloopy" / "I Can't Believe It" (from US Bang)
- 002 The Fifth Avenue: "The Bells of Rhymney" / "Just Like Anyone Would Do"
- 003 Nico: "I'm Not Sayin'" / "The Last Mile"
- 004 Gregory Phillips: "Down in the Boondocks" / "That's the One"
- 005 The Masterminds: "She Belongs to Me" / "Taken My Love"
- 006 The Poets: "Call Again" / "Some Things I Can't Forget"
- 007 The Strangeloves: "Cara-Lin" / "(Roll On) Mississippi" (from US Bang)
- 008 Van Lenton: "Gotta Get Away" / "You Don't Care"
- 009 The Factotums: "In My Lonely Room" / "A Run in the Green and Tangerine Flaked Forest"
- 010 The Golden Apples of the Sun: "The Monkey Time" / "Chocolate Rolls, Tea and Monopoly"
- 011 Barbara Lynn: "You Can't Buy My Love" / "That's What a Friend Will Do" (from US Tribe)
- 012 John Mayall & the Bluesbreakers: "I'm Your Witchdoctor" / "Telephone Blues"
- 013 Glyn Johns: "Mary Anne" / "Like Grains of Yellow Sand"
- 014 Mick Softley: "I'm So Confused" / "She's My Girl"
- 015 The Mockingbirds: "You Stole My Love" / "Skit Skat"
- 016 Chris Farlowe: "The Fool" / "Treat Her Good"
- 017 Joey Vine: "Down & Out" / "The Out of Towner"
- 018 Jimmy Tarbuck: "Someday" / "Wastin' Time"
- 019 The Variations: "The Man With All the Toys" / "She'll Know I'm Sorry"
- 020 Les Fleur de Lys: "Moondreams" / "Wait for Me"
- 021 The McCoys: "Fever" / "Sorrow"
- 022 The Factotums: "You're So Good to Me" / "Can't Go Home Anymore My Love"
- 023 Chris Farlowe: "Think" / "Don't Just Look at Me"
- 024 The Poets: "Baby Don't You Do It" / "I'll Come Home"
- 025 Charles Dickens: "So Much in Love" / "Our Soul Brother TH"
- 026 Goldie: "Going Back" / "Headlines"
- 027 Tony Rivers and the Castaways: "Girl Don't Tell Me" / "The Girl From Salt Lake City"
- 028 The McCoys: "Don't Worry Mother, Your Son's Heart Is Pure" / "Ko-Ko" (from US Bang)
- 029 The McCoys: "Up and Down" / "If You Tell a Lie" (from US Bang)
- 030 The London Waits: "Softly, Softly" (The theme from the BBC Television series) / "Serenadio (Italian Serenade)"
- 031 The Turtles: "You Baby" / "Wanderin' Kind" (from US White Whale)
- 032 Les Fleur de Lys: "Circles" / "So, Come On"
- 033 Twice as Much: "Sittin' on a Fence" / "Baby I Want You" (US MGM K-13530)
- 034 The McCoys: "Runaway" / "Come On Let's Go"
- 035 Chris Farlowe: "Out of Time" / "Baby Make It Soon" (US MGM K-13567)
- 036 Twice as Much: "Step Out of Line" / "Simplified" (US MGM K-13530)
- 037 The McCoys: "(You Make Me Feel) So Good" / "Everyday I Have to Cry" (from US Bang)
- 038 Chris Farlowe: "Ride On, Baby" / "Headlines"
- 039 Twice as Much: "True Story" / "You're So Good for Me"
- 040 P. P. Arnold: "Everything's Gonna Be Alright" / "Life Is But Nothing"
- 041 Chris Farlowe: "My Way of Giving" / "You're So Good to Me"
- 042 Twice as Much: "Crystal Ball" / "Why Can't They All Go and Leave Me Alone"
- 043 Apostolic Intervention: "(Tell Me) Have You Ever Seen Me" / "Madame Garcia"
- 044 Nicky Scott: "Big City" / "Everything's Gonna Be Alright"
- 045 Nicky Scott: "Backstreet Girl" / "Chain Reaction"
- 046 The McCoys: "I Got to Go Back" / "Dynamite" (from US Bang)
- 047 P. P. Arnold: "The First Cut Is the Deepest" / "Speak to Me" (US Immediate E-1901)
- 048 Mort Shuman IV: "Monday, Monday" / "Little Children"
- 049 Chris Farlowe: Yesterday's Papers/Life Is But Nothing
- 050 Small Faces: Here Come the Nice/Talk to You (US Immediate E-1902)
- 051 John Mayall and the Bluesbreakers with Eric Clapton: I'm Your Witchdoctor/Telephone Blues (US Immediate ZS7-502)
- 052 Marquis of Kensington: The Changing of the Guard/Reverse Thrust
- 053 Murray Head: She Was Perfection/Secondhand Monday
- 054 The Australian Playboys: Black Sheep R.I.P./Sad
- 055 P. P. Arnold: "The Time Has Come" / "If You See What I Mean"
- 056 Chris Farlowe: Moanin'/What Have I Been Doing
- 057 Small Faces: Itchycoo Park/I'm Only Dreaming (US Immediate ZS7-501)
- 058 Warm Sounds: Sticks and Stones/Angeline
- 059 The Nice: The Thoughts of Emerlist Davjack/Azrail (Angel of Death) (US Immediate ZS7-5004)
- 060 Rod Stewart: Little Miss Understood/So Much to Say (So Little Time)
- 061 P. P. Arnold: (If You Think You're) Groovy/Though It Hurts Me Badly (US Immediate ZS7-5006)
- 062 Small Faces: Tin Soldier/I Fell Much Better (US Immediate ZS7-5003)
- 063 Billy Nicholls: Would You Believe/Daytime Girl
- 064 Small Faces: Lazy Sunday/Rollin' Over (Part ll of Happiness Stan)(US Immediate ZS7-5007)
- 065 Chris Farlowe: Handbags and Gladrags/Everyone Makes a Mistake (US Immediate ZS7-5005)
- 066 Chris Farlowe: The Last Goodbye (From the film "The Last Goodbye") /Paperman Fly in the Sky
- 067 (DEMO) The Outer Limits ; Great Train Robbery / Sweet Freedom (an edited version was issued on their Instant label)
- 067 P.P. Arnold: Angel of the Morning/Life Is But Nothing
- 068 The Nice: America (from West Side Story)/The Diamond Hard Blue Apples of the Moon (US Immediate ZS7-5008)
- 069 Small Faces: The Universal/Donkey Rides, a Penny a Glass (US Immediate ZS7-5009)
- 070 Duncan Browne: On the Bombsite/Alfred Bell (US Immediate ZS7-5010)
- 071 Chris Farlowe: Paint It Black/I Just Need Your Loving (US Immediate ZS7-5002 with a different B side and ZS7-5011)
- 072 The Nice: Brandenburger/Happy Freuds
- 073 Amen Corner: (If Paradise Is) Half as Nice/Hey Hey Girl (US Immediate ZS7-5013)
- 074 Chris Farlowe: Dawn/April Was the Month
- 075 Michael D'Abo: (See the Little People) Gulliver Travels (from the show Gulliver's Travels) /An Anthology of Gullivers Travels - Part Two
- 076 The McCoys: Hang On Sloopy/This Is Where We Came In (from US Bang)
- 077 Small Faces: Afterglow of Your Love/Wham Bam Thank You Man
- 078 Chris Farlowe: Out of Time/Ride On Baby
- 079 P. P. Arnold: The First Cut Is the Deepest/The Time Has Come
- 080 Fleetwood Mac/Earl Vince and the Valiants: Man of the World/Somebody's Gonna Get Their Head Kicked In Tonite
- 081 Amen Corner: Hello Susie/Evil Man's Gonna Win
- 082 Humble Pie: Natural Born Bugie/Wrist Job (US Immediate IMOC-001)
- 083 (not used—was reportedly slated to feature P. P. Arnold's Would You Believe/Am I Still Dreaming)
- 084 Amen Corner: Get Back/Farewell to the Real Magnificent Seven

## Extended Play 45s (EPs) (UK)
- 001 Chris Farlowe: Farlowe in the Midnight Hour
- 002 The McCoys: Hits Vol. 1
- 003 The McCoys: Hits Vol. 2
- 004 Chris Farlowe: Hits

## Singly (US)
- MGM K-13530 Twice as Much: Sittin' on a Fence/Baby, I Want You (issued with rare picture sleeve)
- MGM K-13567 Chris Farlowe: Out of Time/Baby, Make It Soon
- MGM K-13600 Twice as Much: Step Out of Line/Simplified

Immediate (distribuováno společností United Artists)
- E-1901 PP Arnold: The First Cut Is the Deepest/Speak to Me
- E-1902 Small Faces: Here Comes the Nice/Talk to You

Immediate (distribuováno společností CBS)
- ZS7-501 Small Faces: Itchycoo Park/I'm Only Dreaming
- ZS7-502 John Mayall: I'm Your Witchdoctor/Telephone Blues
- ZS7-5002 Chris Farlowe: Paint It Black/You're So Good to Me
- ZS7-5003 Small Faces: Tin Soldier/I Feel Much Better (issued with picture sleeve)
- ZS7-5004 The Nice: The Thoughts of Emerlist Davjack/Azrial (Angel of Death)
- ZS7-5005 Chris Farlowe: Handbags and Gladrags/Everybody Makes a Mistake
- ZS7-5006 PP Arnold: (If You Think You're) Groovy/Though It Hurts Me Badly
- ZS7-5007 Small Faces: Lazy Sunday/Rollin' Over
- ZS7-5008 The Nice: America - 2nd Amendment/The Diamond Hard Blue Apples of the Moon
- ZS7-5009 Small Faces: The Universal/Donkey Rides, a Penny, a Glass
- ZS7-5010 Duncan Browne: On the Bombsite
- ZS7-5011 Chris Farlowe: Paint It Black/What Have I Been Doing?
- ZS7-5012 Small Faces: Mad John/The Journey
- ZS7-5013 Amen Corner: If Paradise Is Half as Nice/Hey, Hey Girl
- ZS7-5014 Small Faces: Afterglow of Your Love/Wham Bam, Thank You Mam
- ZS7-5015
- ZS7-5016 The Hill: Sylvie/The Fourth Annual Convention of the Battery Hen Farmers Association - Part II

Immediate (independent)
- IMOC-001 Humble Pie: Natural Born Woman/I'll Go Alone